# V641 Возничего
V641 Возничего (лат. V641 Aurigae) — двойная затменная переменная звезда типа Алголя (EA) в созвездии Возничего на расстоянии приблизительно 1910 световых лет (около 586 парсеков) от Солнца. Видимая звёздная величина звезды — от +13,65m до +12,9m. Орбитальный период — около 0,5049 суток (12,117 часов).

## Характеристики
Первый компонент — жёлтая звезда спектрального класса G. Радиус — около 1,62 солнечного, светимость — около 1,961 солнечной. Эффективная температура — около 5361 K.